# Walter Pagels
Walter Pagels (* 25. November 1901 in Rostock; † 8. September 1977 in Ludwigslust) war ein deutscher evangelisch-lutherischer Geistlicher und Landessuperintendent.

## Leben
Walter Pagels war ein Sohn des Rektors Ernst Pagels. Er besuchte die Große Stadtschule (Rostock) bis zum Abitur Ostern 1920 und begann dann ein Studium der Evangelischen Theologie an der Universität Rostock. 1921 studierte er ein Semester an der Universität Tübingen, kehrte nach Rostock zurück, ging 1922 an die Universität Göttingen und schloss sein Studium ab dem Wintersemester 1922/23 in Rostock ab.
Ab Michaelis 1924 besuchte er das Predigerseminar in Schwerin. Im Jahr darauf ging er als Oberhelfer an das Rauhe Haus in Hamburg. Im Oktober 1926 wurde er Vikar in Gadebusch; ab Mai 1927 war er Hilfsprediger der neugegründeten Gemeinde Rostock-West und ab Michaelis 1928 fünfter Pastor der Heiligen-Geist-Kirche in Rostock für die Siedlung Barnstorf (heute Gartenstadt/Stadtweide).
Pagels gehörte zu den Kritikern der Machtübernahme der den Nationalsozialisten nahestehenden Deutschen Christen in der Evangelisch-Lutherischen Landeskirche Mecklenburgs. Im Juni 1934 kam es deswegen zum Schweriner Prozess vor einem Sondergericht, in dem er zusammen mit sechs weiteren Pastoren (Gottfried Holtz, Henning Fahrenheim, Johannes Schwartzkopff, Hans Werner Ohse  und Christian Berg aus Boizenburg und Viktor Wittrock aus Schwerin) wegen „Herabwürdigung“ des nationalsozialistischen Staates angeklagt war und wegen Verstoßes gegen die Heimtückeverordnung verurteilt wurde. Im Zuge einer allgemeinen Amnestie wurde die Strafe jedoch erlassen. Im mecklenburgischen Bruderrat, dem Leitungsgremium der Bekennenden Kirche, war er Beauftragter für Jugendarbeit.
Bei der Neuordnung der Landeskirche nach dem Ende des Zweiten Weltkriegs und der Befreiung vom Nationalsozialismus wurde er im Sommer 1945 Landessuperintendent des Kirchenkreises Parchim.
Im Februar 1951 schickte ihn die Landeskirche nach Ludwigslust, um als Nachfolger des nach langem Widerstand zurückgetretenen Heinrich Schwartze Stiftspropst am Stift Bethlehem zu werden.
Von 1955 bis Ende 1969 wirkte er als Landessuperintendent des Kirchenkreises Rostock-Land mit Sitz in Bad Doberan.

## Werke
- zusammen mit Johannes Schwartzkopff, Paul Althaus und Bruno Meyer: Jesus Christus und die Jugend. 1924, 4. Auflage 1925.
- Christentum als Lebenstat. Schwerin: Bahn 1924.
- Das evangelische Rostock in der Gegenwart, in Das evangelische Rostock 1531-1931. 1931.
- Johann Riebling, der erste Superintendent Mecklenburgs in 400 Jahre lutherisches Mecklenburg 1949.